# Acraga leberna
Acraga leberna is een vlinder uit de familie van de Dalceridae. De wetenschappelijke naam van de soort is voor het eerst geldig gepubliceerd in 1890 door Druce.